# Rocket Punch
Rocket Punch (hangul: 로켓펀치) – południowokoreański girlsband utworzony i zarządzany przez Woollim Entertainment. Zespół składał się z sześciu członkiń: Yeonhee, Suyun, Yunkyoung, Sohee i Dahyun. Była członkini Juri opuściła grupę 24 maja 2024 roku po wygaśnięciu jej kontraktu z Woollim. Zadebiutowały 7 sierpnia 2019 roku minialbumem Pink Punch. Yeonhee, Yunkyoung, Sohee i Dahyun odeszły 31 grudnia 2024 roku w związku z wygaśnięciem ich kontraktów.

## Historia

### Przed debiutem
Juri w 2018 roku brała udział w reality show, Produce 48. Suyun i Sohee zostały również przedstawieni opinii publicznej jako stażystki Woollim Entertainment poprzez Produce 48. W marcu 2019 roku potwierdzono, że Juri podpisała kontrakt z Woollim Entertainment, aby kontynuować karierę w Korei, debiutując jako członkini nowej grupy dziewcząt. 23 lipca Woollim Entertainment opublikował film koncepcyjny, w którym ujawniono sześć członkiń. Rocket Punch stały się drugą dziewczęcą grupą Woollim Entertainment od czasu Lovelyz, które zadebiutowały w 2014 roku.

### 2019–2020: Debiut zPink Punch,Red PunchiBlue Punch
Debiutancki minialbum Pink Punch został wydany 7 sierpnia 2019 r., a jej głównym singlem był „Bim Bam Bum”. Debiutancki showcase odbył się w Yes24 Live Hall w Seulu w Korei Południowej po wydaniu EP. Grupa miała swój pierwszy występ w Japonii podczas pokazu Girls Award Autumn / Winter Show 2019.
Grupa powróciła 10 lutego 2020 roku wydając drugi minialbum Red Punch z głównym singlem "Bouncy".
4 sierpnia grupa wydała trzeci minialbum, Blue Punch oraz singel „Juicy”.

### 2021–2022:Ring Ring, japoński debiut,Yellow PunchiFlash
17 maja 2021 roku Rocket Punch wydały swój pierwszy singiel album Ring Ring, wraz z głównym singlem o tym samym tytule. Akustyczna wersja głównego singla została wydana 15 lipca. 24 maja Woollim Entertainment ogłosiło, że Rocket Punch zadebiutują w Japonii pod szyldem Yoshimoto Kogyo. Swój pierwszy japoński minialbum Bubble Up! wydały 4 sierpnia, a główny utwór o tym samym tytule ukazał się 13 lipca.
28 lutego 2022 roku grupa wydała swój czwarty minialbum Yellow Punch, z głównym singlem „Chiquita”. 11 marca Woollim Entertainment potwierdziło, że Rocket Punch zorganizują spotkania z fanami zarówno online, jak i offline, które odbędą się 2 i 3 kwietnia 2022 roku. 29 czerwca grupa wydała japoński singiel „Fiore”. Ich drugi singiel album, Flash, ukazał się 29 sierpnia 2022 roku.

### 2023-2024:Queendom Puzzlei odejście z Woolim Entertainment
26 maja 2023 roku członkinie Juri, Yeonhee i Suyun zostały ujawnione jako uczestniczki nowego survivalowego show Mnet, Queendom Puzzle. 15 sierpnia, podczas finału programu, członkini Yeonhee zajęła 6. miejsce, co zapewniło jej miejsce w supergrupie El7z Up. Pozostałe członkinie, Juri i Suyun, zajęły odpowiednio 12. i 8. miejsce. 6 września grupa wydała swój trzeci singiel album Boom wraz z tytułowym utworem o tym samym tytule.
24 maja 2024 roku Woollim ogłosiło odejście Juri z grupy po wygaśnięciu jej ekskluzywnego kontraktu z firmą. 27 grudnia Woollim ogłosiło, że ekskluzywne kontrakty członkiń Yeonhee, Yunkyung, Sohee i Dahyun zakończą się 31 grudnia, a grupa zostanie rozwiązana.

## Członkinie

### Byłe
| Pseudonim   | Pseudonim | Prawdziwe imię                  | Data urodzenia      | Pozycja w zespole                      |
| Latynizacja | Hangul    | Prawdziwe imię                  | Data urodzenia      | Pozycja w zespole                      |
| ----------- | --------- | ------------------------------- | ------------------- | -------------------------------------- |
| Yeonhee     | 연희      | Kim Yeon-hee (kor. 김연희)      | 6 grudnia 2000      | liderka, raperka, tancerka, wokalistka |
| Suyun       | 수윤      | Kim Su-yun (kor. 김수윤)        | 17 marca 2001       | wokalistka, tancerka                   |
| Yunkyoung   | 윤경      | Seo Yun-kyoung (kor. 서윤경)    | 1 listopada 2001    | tancerka, wokalistka, raperka          |
| Sohee       | 소희      | Kim So-hee (kor. 김소희)        | 14 sierpnia 2003    | tancerka, wokalistka, raperka          |
| Dahyun      | 다현      | Jeong Da-hyun (kor. 정다현)     | 29 kwietnia 2005    | tancerka, wokalistka, maknae           |
| Juri        | 쥬리      | Juri Takahashi (jap. 高橋 朱里) | 3 października 1997 | wokalistka, tancerka                   |

## Dyskografia

### Minialbumy
| Rok        | Dane dot. albumu | Najwyższa pozycja | Najwyższa pozycja | Sprzedaż       |
| Rok        | Dane dot. albumu | KOR               | JPN               | Sprzedaż       |
| Koreańskie | Koreańskie | Koreańskie        | Koreańskie        | Koreańskie     |
| ---------- | --- | ----------------- | ----------------- | -------------- |
| 2019       | Pink Punch - Wydany: 7 sierpnia 2019 - Wytwórnia: Woollim Entertainment - Format: CD, digital download, streaming   | 6                 | -                 | - KOR: 18 561+ |
| 2020       | Red Punch - Wydany: 10 lutego 2020 - Wytwórnia: Woollim Entertainment - Format: CD, digital download, streaming     | 4                 | -                 | - KOR: 12 583+ |
| 2020       | Blue Punch - Wydany: 4 sierpnia 2020 - Wytwórnia: Woollim Entertainment - Format: CD, digital download, streaming   | 6                 | -                 | - KOR: 24 184+ |
| 2022       | Yellow Punch - Wydany: 28 lutego 2022 - Wytwórnia: Woollim Entertainment - Format: CD, digital download, streaming  | 9                 | -                 | - KOR: 20 665+ |
| Japońskie  | |                   |                   |                |
| 2021       | Bubble Up! - Wydany: 4 sierpnia 2021 - Wytwórnia: Yoshimoto Kogyo - Format: CD, digital download, streaming         | -                 | 19                | - JPN: 4333+   |
| 2022       | Doki Doki Love - Wydany: 5 października 2022 - Wytwórnia: Yoshimoto Kogyo - Format: CD, digital download, streaming | -                 | 25                | - JPN: 1689+   |

### Single

#### Single album
| Rok  | Dane dot. albumu                                                                                              | Najwyższa pozycja | Sprzedaż       |
| Rok  | Dane dot. albumu                                                                                              | KOR (Circle)      | Sprzedaż       |
| ---- | --- | ----------------- | -------------- |
| 2021 | Ring Ring - Wydany: 17 maja 2021 - Wytwórnia: Woollim Entertainment - Format: CD, digital download, streaming | 14                | - KOR: 26 685+ |
| 2022 | Flash - Wydany: 29 sierpnia 2022 - Wytwórnia: Woollim Entertainment - Format: CD, digital download, streaming | 10                | - KOR: 26 574+ |
| 2023 | Boom - Wydany: 6 września 2023 - Wytwórnia: Woollim Entertainment - Format: CD, digital download, streaming   | 12                | - KOR: 25 002+ |

#### Single Cyfrowe
| Rok                                                       | Tytuł           | Najwyższa pozycja | Najwyższa pozycja | Najwyższa pozycja | Najwyższa pozycja | Album         |
| Rok                                                       | Tytuł           | KOR               | KOR               | JAP               | US World          | Album         |
| Rok                                                       | Tytuł           | Circle            | Hot               | JAP               | US World          | Album         |
| Koreańskie                                                | Koreańskie      | Koreańskie        | Koreańskie        | Koreańskie        | Koreańskie        | Koreańskie    |
| --------------------------------------------------------- | --------------- | ----------------- | ----------------- | ----------------- | ----------------- | ------------- |
| 2019                                                      | „Bim Bam Bum"   | –                 | –                 | –                 | –                 | Pink Punch    |
| 2020                                                      | „Bouncy"        | –                 | 97                | –                 | –                 | Red Punch     |
| 2020                                                      | „Juicy"         | –                 | –                 | –                 | –                 | Blue Punch    |
| 2021                                                      | „Ring Ring"     | –                 | –                 | –                 | 17                | Ring Ring     |
| 2022                                                      | „Chiquita"      | –                 | –                 | –                 | –                 | Yellow Punch  |
| 2022                                                      | „Flash"         | –                 | –                 | –                 | –                 | Flash         |
| 2023                                                      | „Boom"          | –                 | –                 | –                 | –                 | Boom          |
| Japońskie                                                 |                 |                   |                   |                   |                   |               |
| 2021                                                      | „Bubble Up!"    | –                 | –                 | –                 | –                 | Bubble Up!    |
| 2022                                                      | „Fiore"         | –                 | –                 | 24                | –                 | DokiDoki Love |
| 2022                                                      | „DokiDoki Love" | –                 | –                 | –                 | –                 | DokiDoki Love |
| „–” oznacza, że singiel nie był notowany na danej liście. |                 |                   |                   |                   |                   |               |